# 風間直得
風間 直得（かざま なおえ、1897年（明治30年）7月7日 - 没年不明）は、日本の俳人。本名は山本 直得。別号に南鳳江。河東碧梧桐門下でルビ俳句の提唱者として知られる。東京都出身。

## 経歴
1897年に東京都日本橋区浜町（現在の中央区日本橋）で生まれる。若くして俳句の道を志し、新傾向俳句を提唱していた河東碧梧桐の元へ投句、1917年（大正6年）に碧梧桐の正式な門人となる。以降は一貫して新傾向俳句と、そこから発展した自由律俳句を詠む。碧梧桐主宰の海紅を経て、海紅の東京同人を中心に1924年（大正13年）東京俳三昧を立ち上げ、直得が代表となる。この前年の1923年（大正12年）、師の碧梧桐も海紅を中塚一碧楼に譲り、新たに『碧』を主宰、1925年（大正14年）に東京俳三昧と碧が合流する形で『三昧』を創刊した。三昧の編集長となった直得は俳句にルビを加えるルビ俳句運動を提唱。師の碧梧桐もこの運動に賛同し、多くのルビ俳句を句作している。また同じ海紅出身の自由律俳人、井出台水や喜谷六花（のちルビ俳句を嫌い離脱）も参加している。1932年（昭和7年）3月、碧梧桐から三昧の主宰を引き継ぎ、これを発展させる形で1933年(昭和8年）『紀元』と改題。紀元には日本語研究家で俳人の中村烏堂が参加している。碧梧桐も紀元に参加はしていないが、ルビ俳句を作り続けた。しかし三昧よりさらに純化されたルビ俳句一辺倒の姿勢への自由律俳人たちの反発と、直得自身の生活の困窮から紀元は破綻、その直後に新たな句誌『白塔』を地方同人に声をかけて立ち上げるなどしたが、その白塔も直得失踪により、烏堂が編集発行人となり引き継いだ。海紅、東京俳三昧、三昧、紀元、白塔と長きに渡った俳人としての活動にもかかわらず、その後の直得の消息は一切不明で、没年もわかっていない。

## ルビ俳句
風間直得が提唱したルビ俳句とは、単に漢字に振り仮名（ルビ）を振ることだけを指すのではない。単なる振り仮名はそれまでの俳句にも見られ、現在も使われる技法である。直得のルビ俳句とは正月（ハル）、上流（カミ）、自動車（オト）、飛行機（バクオン）といった感じで、句の言葉以外の表現も、いわば当て字的に使い、句の表現を広げることを意図した技法である。現代的に例えるなら「宇宙」（ソラ）や「漢」（オトコ）といった当て字に近い。現代では漫画や小説、とくに広告のキャッチや若者向けのライトノベルで見られる表現手法である（その意味では俳句としてはともかく、表現技法としては先駆的であったとも言える）。句にルビで別の言葉を振ることで、心理表現や作者の詩的な感情を表現し、さらに句そのものはリズムを優先させ、意味はルビによって補うといった効果が狙え、句に映像的なスピード感を意識できるとした。自由律俳句というよりはむしろ詩、短詩の類に近く、実際、直得自身も紀元以降は自由律俳詩、もしくは俳詩という言葉を使っている。しかし従来の伝統俳句からはあまりにも逸脱し、また自由律俳句としても容認できないほど末梢的な技巧に凝り固まったルビ俳句は、当時の俳句界の非難の的となり、結局は多くの自由律俳人が直得の元を去り、師である碧梧桐の晩節すらも変えてしまったことは否めず、「日本語そのものの破壊のわざ」と中村草田男に酷評されるに至り、ルビ俳句の運動そのものは昭和初期でほぼ消滅している。

## 句集
- 『直得六百句選』（1932年・散叢書房）